# Fritz Diez
Pour les articles homonymes, voir Diez.
Fritz Diez, né le 27 février 1901 à Meiningen (Allemagne, à l'époque dans le duché de Saxe-Meiningen, Empire allemand) et mort le 19 octobre 1979 à Weimar (Allemagne, à l'époque République démocratique allemande), est un acteur, metteur en scène et directeur de théâtre allemand.

## Liminaire

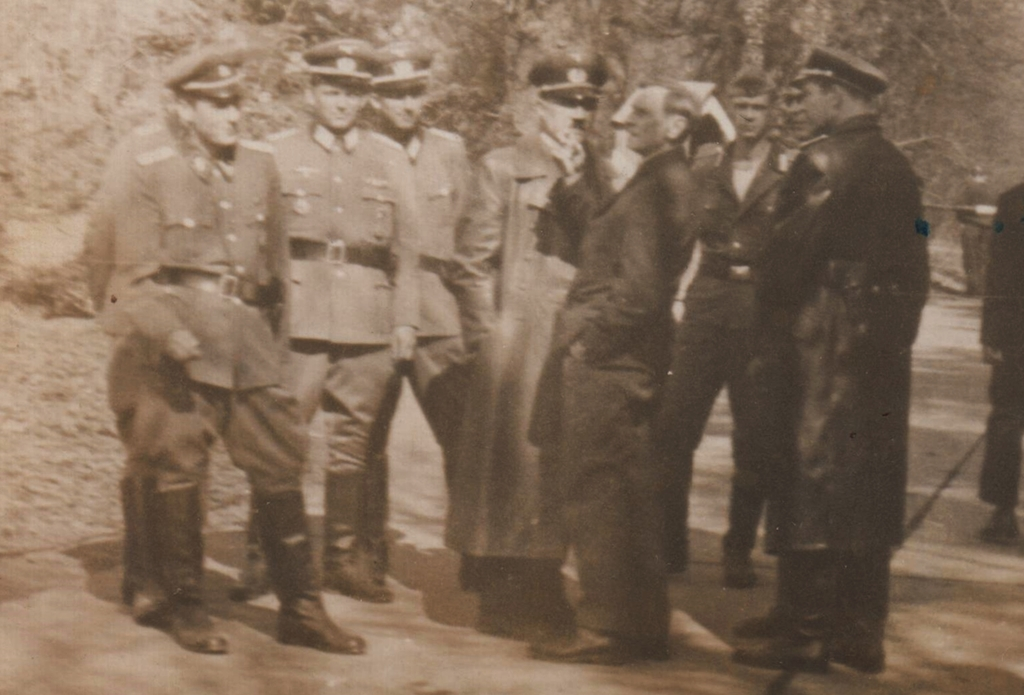
Fritz Diez dans son rôle de Hitler dans Libération (1971).

Diez a principalement travaillé dans des films de propagande au cinéma et à la télévision et s'est rapidement imposé comme un acteur de caractère exceptionnel. Il est devenu internationalement connu dans son rôle vedette : dans plusieurs films de la DEFA, mais aussi dans des productions étrangères et télévisées, une dizaine de fois au total, Diez a incarné Adolf Hitler de manière si mémorable que les acteurs suivants doivent être mesurés à ses performances.

## Biographie

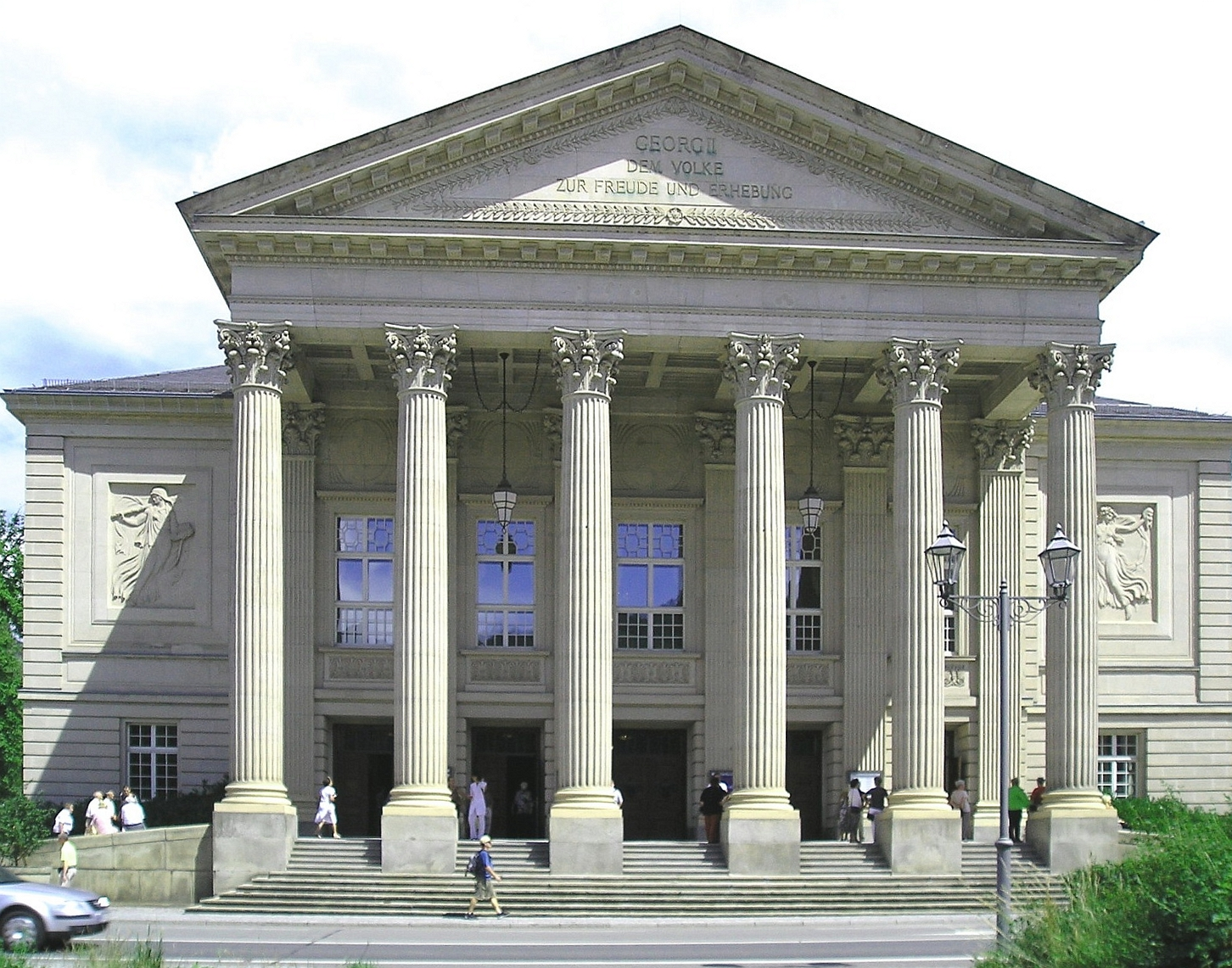
Le théâtre de Meiningen.

La mère de Fritz Diez est servante et élève seule ses trois enfants. Pour subvenir aux besoins de sa famille, le jeune Fritz commence à travailler à l'âge de neuf ans. Alors qu'il est en 7e année, il apparait dans Guillaume Tell, une production scolaire de sa classe. En 1920, après avoir rejoint le Théâtre ducal de Meiningen en tant qu'acteur surnuméraire, Diez quitte son travail d'apprenti électricien et commence à suivre des cours de théâtre à l'École d'art dramatique de Meiningen. Depuis, il se consacre au métier d'acteur professionnel, apparaissant sur les scènes des théâtres de Flensburg, Hanau, Baden-Baden, Würzburg et Eger. Alors qu'il se produit au théâtre d'Eisenach, il rencontre l'actrice Martha Beschort avec qui il se marie en 1923. L'observation d'une agression de deux soldats de la Reichswehr contre un homme sans défense en 1924 lui fait réfléchir pour la première fois à la situation politique à Eisenach,.
En 1932, alors que le couple travaille au Stadttheater Bremerhaven, ils rejoignent tous les deux le Parti communiste d'Allemagne (KPD). Diez, qui est à l'origine membre de la Guilde de la scène allemande (Genossenschaft Deutscher Bühnen-Angehöriger (de)), joint l'Opposition syndicale révolutionnaire orientée Profintern et est élu président de la branche "théâtre".
Le matin du 28 février 1933, un jour après l'incendie du Reichstag, la maison de Diez est perquisitionnée par la Gestapo. Le 6 mars, juste après les élections, l'acteur est démis de ses fonctions de par son appartenance communiste. En 1935, Diez — craignant un interrogatoire par la Gestapo — émigre d'Allemagne. Le couple se rend en Suisse, où Fritz Diez travaille au Théâtre de Saint-Gall. Diez s'implique dans les cercles communistes et antifascistes des exilés allemands qui se sont formés dans le pays. Le directeur du Théâtre de Saint-Gall, Theo Modes, est un partisan du Troisième Reich, et Diez est « complètement isolé » sur son lieu de travail. En 1943, il rejoint la branche suisse du Comité national pour une Allemagne libre (Nationalkomitee Freies Deutschland) récemment fondé. À la fin de la guerre, Diez dirige la fraction de Saint-Gall de l'Union démocratique des Allemands en Suisse, une émanation du Comité. Il édite également le journal du mouvement.

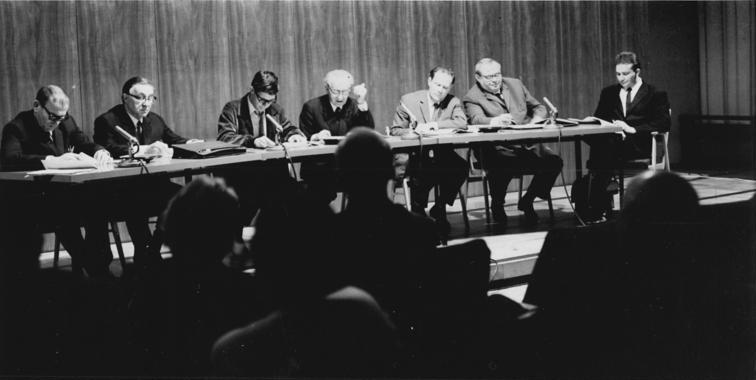
Fritz Diez (deuxième en partant de la gauche) en 1966.

Diez retourne à Meiningen sous administration soviétique en 1946 où il travaille au théâtre municipal, d'abord comme comédien puis comme metteur en scène et directeur artistique. En 1947, il en est nommé directeur. En 1952, il fait ses débuts à l'écran dans le film DEFA Schatten über den Inseln. Il apparaît dans une vingtaine de films jusqu'à la fin de sa carrière, ainsi que dans plusieurs productions télévisées.
En 1954, Diez quitte Meiningen, restant membre honoraire du théâtre, et prend le poste de directeur du Théâtre national de Halle. En 1958, il rejoint le théâtre de  Dresde en tant qu'acteur et metteur en scène. Au cours des années 1960, il joue et met en scène à Berlin des pièces à la Volksbühne et au Deutsches Theater. Diez est également membre de la Société allemande de Shakespeare.
Le personnage de Hitler, qu'il représente pour la première fois au théâtre de Meiningen en 1947, est décrit par Diez comme un « rôle ingrat qui semble toujours me poursuivre ». Il joue le personnage à l'écran dans sept productions différentes, Ernst Thälmann - Führer seiner Klasse (1955), I, Justice, Et l'Angleterre sera détruite (toutes deux en 1967), Libération (1970-1971), Dix-sept Moments de printemps (1973), Take Aim (1974) et Soldats de la liberté (1977). Dilara Ozerova — l'épouse de Iouri Ozerov, qui a réalisé Libération — affirme que Diez était réticent à accepter l'invitation de représenter Hitler dans la série de films de son mari, craignant que ce rôle le poursuive, mais l'a accepté comme une « mission du Parti ». L'auteur Charles P. Mitchell écrit que l'acteur est « l'équivalent en Europe de l'Est de Bobby Watson en termes de fréquence de ses apparitions comme Hitler ».
En 1971, Diez reçoit l'Ordre du mérite patriotique en argent. Le 9 octobre 1979, peu de temps avant sa mort, il reçoit le titre de citoyen d'honneur de Meiningen (de).

## Filmographie

### Au cinéma
- 1952 : Schatten über den Inseln : Arne Horn
- 1953 : Jacke wie Hose (Swings Or Roundabouts) : Hellwand
- 1955 : Ernst Thälmann – Führer seiner Klasse de Kurt Maetzig : Adolf Hitler
- 1956 : Thomas Müntzer : Field Captain Hoffmann
- 1957 : Dupés jusqu'au Jugement dernier (Betrogen bis zum jüngsten Tag) : Adolf Hitler (voix)
- 1959 : Special Mission : Captain Lieutenant Wegner
- 1959 : Ware für Katalonien (Goods for Catalonia) de Richard Groschopp : Captain Gerner
- 1959 : SAS 181 antwortet nicht (SAS 181 Does Not Reply) de Carl Balhaus : The intendant
- 1959 : The Goodies : Weber
- 1959 : The Punch Bowl : State Secretary Frisch
- 1960 : Always on Duty : père Kraft
- 1960 : Doctor Ahrendt's Decision : Scholz
- 1960 : Fünf Patronenhülsen (Five Cartridges) de Frank Beyer : Major Bolaños
- 1963 : Carbure et Oseille (Karbid und Sauerampfer) de Frank Beyer : Worker
- 1966 : The Escape In The Silent : Hauptmann Stetter
- 1967 : Et l'Angleterre sera détruite (Die gefrorenen Blitze) de János Veiczi : Adolf Hitler
- 1967 : Als Hitler den Krieg überlebte (I, Justice - Já, spravedlnost) de Zbyněk Brynych : Adolf Hitler
- Libération (Befreiung / Освобождение) de Iouri Ozerov : Adolf Hitler
  - 1970 : Libération I: The Fire Bulge
  - 1970 : Libération II: Breakthrough
  - 1971 : Libération III: Direction of the Main Blow
  - 1971 : Libération IV: The Battle of Berlin
  - 1971 : Libération V: The Last Assault
- 1972 : Hurray! We Are Going on a Vacation! : Grandfather
- 1976 : Take Aim : Adolf Hitler / Otto Hahn
- 1980 : Glück im Hinterhaus (de) de Herrmann Zschoche : père Erp
- 1995 : The Great Commander Georgy Zhukov : Adolf Hitler (compilation de séquences à partir d'images d'archives)

### À la télévision
- 1963 : A Man and his Shadow : rôle non crédité
- 1963 : Carl von Ossietzky : Hellmut von Gerlach
- 1963 : Blaulicht (Blue Light) de Otto Holub : Major Löbel (épisode 18 : Heißes Geld [Hot Money])
- 1965 : Moments of Joy : Otto Meinicke
- 1966 : Secret Unit Boomerang : rôle non crédité
- 1966 : No Victory Without Struggle : Hermann Josef Abs
- 1967 : Blaulicht (Blue Light) de Manfred Mosblech : Dr Döppke (épisode 28 : Nachtstreife [Night Patrol])
- 1969 : Three From the K : The committee chief (épisode 13 : A Strange Case)
- 1970 : Tcheliouskine : Valerian Kouïbychev
- 1973 : Dix-sept Moments de printemps (Siebzehn Augenblicke des Frühlings, Семнадцать мгновений весны) de Tatiana Lioznova : Adolf Hitler (épisodes no 1, 3 et 5)
- 1973 : The Wondrous Treasure : juge
- 1974 : Neues aus der Florentiner 73 (New From Florentiner No. 73) de Klaus Gendries : Krawuttcke
- 1977 : Les Soldats de la liberté : Adolf Hitler (quatre épisodes)
- 1978 : Gefährliche Fahndung (Dangerous Inquiry) de Rainer Hausdorf : rôle non crédité (saison 1, épisode 2 : Death in the Alpsee)
- 1980 : Joy in the Rear Exit : le père de Karl (filmé avant la mort de Diez)
- 1993 : The Tragedy of the 20th Century : Adolf Hitler (compilation de séquences à partir d'images d'archives)

### Voxographie
- 1957 : Duped Till Doomsday : Adolf Hitler
- 1961 : The Story of the Christmas Man : narrateur
- 1961 : Two Goats : narrateur
- 1961 : Aunt Minna, her Dog and Science : narrateur

## Théâtre
- 1958 : Die Korrektur de Heiner Müller / Inge Müller : Bremer (mise en scène : Hans Dieter Mäde, Maxim-Gorki-Theater, Berlin)
- 1962 : Die Sorgen und die Macht de Peter Hacks : Parteisekretär (mise en scène : Wolfgang Langhoff, Deutsches Theater, Berlin)
- 1964 : Nachtwache de Manfred Bieler : Rechenthin (mise en scène : Hans-Joachim Martens, Volksbühne Berlin - Theater im III. Stock)
- 1966 : Andorra de Max Frisch : le menuisier (mise en scène : Fritz Bornemann, Volksbühne Berlin)